# Саллі Річардсон
Саллі Еліс Річардсон-Вітфілд (англ. Salli Elise Richardson-Whitfield; (23 листопада 1967 , Чикаго, Іллінойс )) — американська акторка та режисерка, найбільш відома за ролями Еллісон Блейк у телесеріалі «Еврика» (2006—2012) і Зої Невілл у фантастичному фільмі «Я — легенда» (2007).

## Життя та кар'єра
Саллі Еліс Річардсон народилася 23 листопада 1967 року в Чикаго, штат Іллінойс, в сім'ї афроамериканки та ірландця. Має трьох братів — Джош, Чед і Нелін. У 1985 році закінчила університет лабораторії Чикаго. У 2002 році одружилася з телеактором Дондре Вітфілдом, у пари двоє дітей: донька Паркер Річардсон Вітфілд і син Дре Террел Вітфілд (нар. 2009).
З 1994 по 1996 рік озвучувала кількох персонажів мультсеріалу Гаргульї.
Річардсон найбільш відома завдяки ролям на телебаченні. З 1999 по 2002 рік вона знімалася нарівні з Діксі Картер та Кетлін Квінлан у серіалі CBS «Сімейний закон». Мала другорядні ролі в «Раптове пробудження», «C.S.I.: Місце злочину Маямі», «Поліція Нью-Йорка», «Новини» та «NCIS: Полювання на вбивць».
У 2007 році зіграла Зої Невілл у фільмі «Я — легенда».
З 2006 по 2012 рік знімалася у серіалі «Еврика», за роль у якому в 2011 році була номінована на NAACP Image Award у категорії «Найкраща акторка комедійного серіалу».
Річардсон виконала головні ролі в незалежних фільмах «Пастор Браун» (2009) і дебютній стрічці Ави Дюверней «Я слідуватиму» (2010).
У 2014 році вона приєдналася до серіалу BET «Бути Мері Джейн». У 2014 році була номінована на премію «Black Reel Awards» у категорії «Найкраща акторка телефільму або міні-серіалу».
З 2015 по 2017 рік знімалася у серіалі «Зшивачі».

## Фільмографія
| Рік       |    | Українська назва                          | Оригінальна назва                                    | Роль                         |
| --------- | -- | ----------------------------------------- | ---------------------------------------------------- | ---------------------------- |
| 1991      | ф  |                                           | Up Against the Wall                                  | Деніс                        |
| 1992      | ф  | Прелюдія до поцілунку                     | Prelude to a Kiss                                    | подружка нареченої           |
| 1992      | ф  | Гроші, гроші, ще гроші                    | Mo' Money                                            | клієнтка                     |
| 1992      | ф  |                                           | How U Like Me Now                                    | Валері                       |
| 1992      | с  | Шовкові мережі                            | Silk Stalkings                                       | Шеллі                        |
| 1993      | с  |                                           | Space Rangers                                        | жінка                        |
| 1993      | ф  | Збройний загін                            | Posse                                                | Лана                         |
| 1993      | с  | Зоряний шлях: Глибокий космос 9           | Star Trek: Deep Space Nine                           | Фенна / Надель               |
| 1994      | тф | Повернення шпигунів                       | I Spy Returns                                        | Ніколь Скотт                 |
| 1994      | с  |                                           | Roc                                                  | Діана Хаббард                |
| 1994      | ф  |                                           | Sioux City                                           | Джолін Баклі                 |
| 1994      | ф  | Зниклі мільйони                           | A Low Down Dirty Shame                               | Анжела                       |
| 1994      | с  |                                           | New York Undercover                                  | Теммі Барретт                |
| 1994      | тф |                                           | Lily in Winter                                       | Ада Кавінгтон                |
| 1994—1996 | мс | Гаргульї                                  | Gargoyles                                            | Елайза Маза / Деліла / Саллі |
| 1995      | ф  |                                           | Once Upon a Time... When We Were Colored             | міс Еліс                     |
| 1996      | тф |                                           | Soul of the Game                                     | Лахома                       |
| 1996      | ф  | Великий білий обман                       | The Great White Hype                                 | Бембі                        |
| 1996      | мс |                                           | Gargoyles: The Goliath Chronicles                    | Елайза Маза / Деліла         |
| 1997      | тф | Справжні жінки                            | True Women                                           | Березня                      |
| 1997      | с  | Зоряна брама: SG-1                        | Stargate SG-1                                        | Дрейя                        |
| 1997      | с  |                                           | Between Brother                                      | Ванесса                      |
| 1998      | с  | Удавальник                                | The Pretender                                        | Синтія Слоан                 |
| 1998      | ф  |                                           | Butter                                               | Бласетт Форд                 |
| 1998—1999 | с  |                                           | Mercy Point                                          | Кім/лейтенант Селісеу        |
| 1999—2002 | с  |                                           | Family Law                                           | Вівіка Фостер                |
| 1999      | ф  | Лілі                                      | Lillie                                               | Лілі                         |
| 1999      | с  |                                           | The Jamie Foxx Show                                  | Камілла Тернер               |
| 2000      | с  |                                           | Secret Agent Man                                     | Рейчел                       |
| 2000—2001 | с  |                                           | Rude Awakening                                       | Ненсі Адамс                  |
| 2002      | ф  |                                           | Baby of the Family                                   | Неллі Макферсон              |
| 2002      | ф  |                                           | Book of Love: The Definitive Reason Why Men Are Dogs | Карен                        |
| 2002      | ф  | Історія Антуана Фішера                    | Antwone Fisher                                       | Берта Девенпорт              |
| 2003      | ф  | Байкери                                   | Biker Boyz                                           | «Хаф-Хаф»                    |
| 2003      | с  | C.S.I.: Місце злочину Маямі               | CSI: Miami                                           | Лаура                        |
| 2004      | с  |                                           | Line of Fire                                         | Еріка Логан                  |
| 2004      | ф  | Анаконда 2: Полювання на прокляту орхідею | Anacondas: The Hunt for the Blood Orchid             | Гейл Штерн                   |
| 2004      | с  |                                           | Second Time Around                                   | Аманда                       |
| 2004      | с  | Поліція Нью-Йорка                         | NYPD Blue                                            | Боббі Кінгстон               |
| 2005      | с  | Доктор Хаус                               | House, M.D.                                          | Шерон                        |
| 2005      | с  |                                           | 1-800-Missing                                        | Келлі                        |
| 2005      | с  |                                           | The War at Home                                      | Ванесса                      |
| 2006      | с  |                                           | Eureka: Hide and Seek                                | Елісон Блейк                 |
| 2006      | с  | Кістки                                    | Bones                                                | асистент Кім Карленд         |
| 2006—2012 | с  | Еврика                                    | Eureka                                               | Еллісон Блейк                |
| 2007      | ф  | Я — легенда                               | I Am Legend                                          | Зої Невіл                    |
| 2009      | ф  | Чорний динаміт                            | Black Dynamite                                       | Глорія                       |
| 2009      | ф  | Пастор Браун                              | Pastor Brown                                         | Джесіка Браун                |
| 2009      | с  | Криміналісти: мислити як злочинець        | Criminal Minds                                       | Тамара Барнс                 |
| 2011      | ф  |                                           | I Will Follow                                        | Мей                          |
| 2012      | тф |                                           | The Secret Lives of Wives                            | Рід                          |
| 2012      | ф  |                                           | We the Party                                         | Рейнольдс                    |
| 2012      | с  | Шукач                                     | The Finder                                           | Афіна Брукс                  |
| 2012—2013 | с  | Новини                                    | The Newsroom                                         | Джейн Берроу                 |
| 2013      | тф |                                           | Teachers                                             | Христина                     |
| 2013      | ф  |                                           | Playin' for Love                                     | Таліса МакКой                |
| 2013—2015 | с  | NCIS: Полювання на вбивць                 | NSIS                                                 | Керрі Кларк                  |
| 2014      | с  | Оселя брехні                              | House of Lies                                        | Сандра Джой                  |
| 2014      | с  | Касл                                      | Castle                                               | Елізабет Вестон              |
| 2015      | с  | Бути Мері Джейн                           | Being Mary Jane                                      | Валері                       |
| 2015      | ф  |                                           | The Sin Seer                                         | Ніа                          |
| 2015—2017 | с  | Зшивачі                                   | Stitchers                                            | Меггі Баптист                |
| 2016      | с  | Розузд                                    | Rosewood                                             | доктор Обрі Джозеф           |
| 2018      | с  | Чорна Блискавка                           | Black Lightning                                      | Ребека Монтез                |
| 2020      | с  | Видозмінений вуглець                      | Altered Carbon                                       | глава комісії                |
| 2022      | с  | Колесо часу                               | The Wheel of Time                                    |                              |
| 2022      | с  | Позолочене століття                       | The Gilded Age                                       |                              |